# Jardiner de Lauterbach
El jardiner de Lauterbach (Chlamydera lauterbachi) és un ocell de la família dels ptilonorrínquids (Ptilonorhynchidae).

## Hàbitat i distribució
Habita zones amb herba i arbusts de les terres baixes del nord-oest i sud de Nova Guinea.